# قائمة الكهوف في إسبانيا
فيما يلي قائمة غير كاملة للكهوف في إسبانيا:

## أشهر الكهوف
إسبانيا بلد به العديد من الكهوف. أشهر الكهوف الإسبانية هي:
- كهف ألتميرا، في كانتابريا، يشتهر بلوحاته من العصر الحجري القديم الأعلى.
- كهوف دراك، في مايورقة، تحتوي على واحدة من أكبر البحيرات الجوفية في العالم.

- مغارة كاستريت (Grotte Casteret)، كهف جليدي مشهور من الحجر الجيري اكتشفه نوربرت كاستريت وعائلته.
- نظام مورتيلانو، أطول نظام كارست في إسبانيا وواحد من أكبر الأنظمة في أوروبا
- عين جوارينيا، نظام كارست ضخم تحت الأرض، يأتي في المرتبة الثانية نظام مورتيلانو من حيث الطول.

هناك أكثر من ذلك بكثير:

## كهوف أخرى
- كهوف ديل مونتي كاستيلو
  - كهف ديل كاستيلو
  - كهف لاس شيمنيس [الإنجليزية]
  - كهف لاس مونيداس [الإنجليزية]
  - كهف لا باسيغا
- كهف لاس كالداس (أشتورية) - موقع من العصر الحجري القديم ومحمية طبيعية

## بواسطة مجتمعات الحكم الذاتي
- الكهوف في كانتابريا  [لغات أخرى]‏

## كهوف مواقع التراث العالمي لليونسكو
- فن الكهف لشمال إسبانيا  [لغات أخرى]‏
- فن الكهف في حوض البحر الأبيض المتوسط الأيبيرية  [لغات أخرى]‏
- فن الكهف في Siega Verde

## روابط خارجية
- قائمة FEE من الكهوف الاسبانية